# 地方競馬マンスリー
『地方競馬マンスリー』（ちほうけいばさいぜんせん）は、全国独立U局で放送されていた地方競馬情報番組。
千葉テレビ放送制作で、地方競馬全国協会企画協力。

## 番組概要
地方競馬でのダートグレード競走、地方競馬の重賞競走の回顧（レース映像は主にハイライト）などを放送。
基本は30分の録画放送であったが、南部杯や東京大賞典などの大レースがある場合は、1時間の生放送を行うこともあった。
当時、他地区のレース映像を見る機会はほとんどない時代であったため、コアな地方競馬ファンには熱狂的な支持を受けていた。

## 出演者
- 司会　
  - 斉藤典子（フリーアナウンサー）
  - 大場美津子（フリーアナウンサー）
- ナビゲーター
  - 黒沢良（声優）
  - 森田芳光（映画監督）
  - 亀和田武（コラムニスト）
- ゲスト
  - 高橋源一郎（小説家）
  - 中村義則（競馬ライター）
  - 井口保子（フリーアナウンサー）
  - 北野あづさ（フリーアナウンサー）
  - 高橋直子（小説家）
  - 吉岡牧子（元騎手）
  - よしだみほ（漫画家）
  - ほんまゆみ（女性競馬ジャーナリスト）
- リポーター
  - YUKA（SWITCH）

## コーナー
- 地方競馬ニュース
- レースダイジェスト
- 地方競馬をもっと知りたい
- 地方競馬を訪ねて
- 森田監督のここを見ろ

## 放映局
- 千葉テレビ（製作局）
- テレビ埼玉
- テレビ神奈川
- 岐阜放送
- 三重テレビ放送
- サンテレビジョン